# Peneszták
A peneszták (ógörög  Πενέσται / Penesztai, latin Penestae) az illírek közé tartozó ókori törzs, a dasszaréták mellett az illírek legdélkeletibb csoportja volt. Hagyományos szállásterületük, Penesztia a mai Macedónia északnyugati részén, a Vardar és a Fekete-Drin által közrezárt területen feküdt. Székhelyük az i. e. 2. században 10 ezres lakosságú Hüszkana volt. A peneszták a harmadik római–makedón háború időszakában (i. e. 171–168) játszottak fontos szerepet a történelemben.

## Területük és településeik
A peneszták által lakott vidék az illír szállásterületek délkeleti végpontja volt a Szkardosz-hegységtől (ma Šar-hegység) délre, a Drilón (Fekete-Drin) és az Axiosz (Vardar) völgyei közötti területen. Földjük délen csaknem a Lünkésztiszi-tavakig húzódott, de Lükhnisz városa már nem tartozott a penesztákhoz. Északi–északkeleti szomszédaik a dardánok voltak, keletről és délkeletről paion és makedón, délnyugatról pedig dasszaréta vidékekkel voltak határosak. Ez a terület ma Északnyugat-Macedóniában található, illetve keskeny nyugati sávja Albánia Peshkopia környéki határvidéke.
Az i. e. 2. századra a koinonba szerveződött peneszták székhelye a 10 ezres népességű Hüszkana (latin Uscana) városa volt, amely a mai Debarral vagy Kicsevóval azonosítható. További jelentős településeik Oaineon/Oaeneum (Tetovo) és Draudakon/Draudachus (Gosztivar) voltak.

## Történetük
Az ókori szerzők közül Titus Livius említette először a penesztákat az i. e. 171–168. évi harmadik római–makedón háború kapcsán, de a munkájában kibontakozó peneszta területek nagyságára tekintettel feltételezhető, hogy már korábban megjelentek a területen. A jóval később élt Diodórosz történeti munkájában már arról írt, hogy az i. e. 4. század közepén, amikor a makedón II. Philipposz az Erigón-völgyi csatában legyőzte Bardülisz illír királyt, és országához csatolta többek között ezt a vidéket is, ott már akkor peneszták éltek. Karl Julius Beloch német ókortörténész a Bardüliszt az Illír Királyság uralkodójaként követő Grabosz királyt dardán vagy peneszta származásúnak tartotta. Az Erigón-völgyi csatát követő másfél évszázadban Penesztia makedón megszállás alatt állt, és csak a második római–makedón háború (i. e. 200–197) következtében került vissza III. Pleuratosz illír király országához. Utóda, az i. e. 180-as évektől uralkodó Genthiosz király idejében Penesztia már ismét makedón kézen volt.
A harmadik római–makedón háborúban (i. e. 171–168) Penesztia a szemben álló hadak egyik fontos hadszíntere volt, és gyakorta cserélt gazdát. A háború első évében, i. e. 171 tavaszán Appius Claudius vezetésével egy 4 ezer római harcosból és ugyanannyi illír zsoldosból álló had indult Penesztia elfoglalására, hogy éket verjenek a szövetséges makedónok és illírek közé. A hadjárat a peneszták székhelye, Hüszkana ostromával indult, de a rómaiak csúfos vereséget szenvedtek, kétezren estek el a városfalak alatt. A következő év, i. e. 170 nyarán végül sikerült elfoglalniuk Penesztiát, Hüszkana védelmét 4000 római katonával erősítették meg, és további 1500 harcost állomásoztattak más peneszta településeken. Perszeusz makedón király még az év vége előtt, i. e. 170/169 telén megindult 14 ezres serege élén, hogy visszahódítsa a peneszta területeket. Hüszkana és Oaineon mellett tíz további településre vagy erődítésre tette rá a kezét, amelynek következtében a peneszták százával kerültek rabszolgasorba. Perszeusz ezt követően egy 1000 gyalogos és 200 lovas penesztából toborzott seregre bízta a vidék védelmét, akik később, i. e. 169-ben a makedóniai Kasszandreia védelmében is kitűntek. A római győzelemmel i. e. 168 júniusában véget érő makedóniai háborút követően a peneszták is a Római Köztársaság fennhatósága alá kerültek, de a források nem említik többé őket. Egyes nézetek szerint az elkövetkező évszázadban más illír törzsekhez hasonlóan atrocitások érték a penesztákat is, akik lassan eltűntek a történelem színpadáról. Területükön a görög nyelv használata azonban még évszázadokig tovább élt, még az i. sz. 3. századból is kerültek elő régészeti ásatásokból görög nyelvű, illír neveket feltüntető sírfeliratok.